# Scatopsciara vitripennis
Scatopsciara vitripennis är en tvåvingeart som först beskrevs av Johann Wilhelm Meigen 1818.  Scatopsciara vitripennis ingår i släktet Scatopsciara och familjen sorgmyggor.
Artens utbredningsområde är Tyskland. Arten är reproducerande i Sverige. Inga underarter finns listade i Catalogue of Life.